# Телефонограма
Телефонограма – документ, що передається телефоном, фіксується у спеціальному журналі й містить розпорядження чи інформацію вищих органів.
В усному ділово́му спілкува́нні телефо́н відіграє визначальну допоміжну роль зв'язку для отримання інформації, оперативного реагування на події, дистанційного керування чи коригування діями тощо. Головна перевага над іншими звичними засобами зв'язку (листи, телеграми, факси) — оперативність, швидкість, зручність. Мобільний зв'язок, новітні цифрові й супутникові системи дають змоги за лічені хвилини з'єднатися з будь-яким абонентом на планеті. Та попри модернові інформаційні технології, найтиповіші особливості телефонного діалогу лишилися незмінними.

## Складники телефонної розмови
Службова телефонна розмова має такі складові частини:
- момент установлення зв'язку,
- виклад суті справи,
- завершальні слова, фрази — знак завершення розмови.

У кожній розмові виразно розмежовано комунікативні ролі співрозмовників: той, хто телефонує, повідомляє (адресант), і той, хто приймає повідомлення (адресат, абонент), хоча можлива й участь третьої особи — посередника (секретаря, диспетчера, оператора чи інших), який допомагає встановити контакт адресанта з адресатом. Інколи доцільно попередньо узгодити з абонентом дату й час телефонної розмови та її тему, щоб він був на місці, вільний від виконання інших обов'язків і завчасно підготувався.

## Підготовка до ділової розмови
До ділової телефонної розмови слід завчасно готуватися. А саме:
- укласти конкретний план спілкування (порядок питань, які б ви хотіли поставити адресатові),
- мати поряд допоміжний матеріал (довідкові, цифрові дані, списки та інше, усе, що може нагально знадобитися як додаткова інформація),
- мати напохваті чим і на чому зафіксувати потрібну інформацію.

Деякі сучасні офіси мають автовідповідачі або ж автоматизовану систему запису всіх «вступних» і «виступних» дзвінків, що певним чином спрощує збереження, опрацьовування інформації й абсолютно виключає її спотворення.

## Рекомендації щодо телефонного спілкування
Принцип телефонного спілкування треба будувати таким чином, щоб інформація, отримана від попередньої розмови, була вихідною для наступної і так далі.
Вербальне спілкування висуває перед співрозмовниками низку неодмінних етикетних, якими, неначе паролями, вони обмінюються.
Адресант, коротко привітавшись, називає своє прізвище, ім'я й по батькові, посаду й організацію, яку він представляє (порядок може бути зворотний). Якщо слухавку взяв не той, хто вам потрібен, слід увічливо попрохати покликати його до телефону. У разі відсутності потрібної вам людини в офісі взагалі й коли ви не встигли відрекомендуватися, ви можете почути: «Хто його запитує?», тоді, назвавши себе, слід попросити:
- занотувати інформацію для подальшої передачі,
- попередити потрібну вам людину про час, коли ви знову зателефонуєте,
- щоб вам зателефонували, назвавши номер телефону та час.

Але в усіх зазначених раніше випадках слід поцікавитися, з ким ви щойно розмовляли.
Адресат, приймаючи «вступний» дзвінок, щоб зекономити час, відповівши на вітання, має відразу назвати організацію, відділ, свою посаду, прізвище, ім'я й по батькові (послідовність може бути зворотна).
Подібний вступ надає розмові робочого тону й ритму.
Якщо працівника, якому телефонують, немає на місці, а питання, яке порушує адресант, може розв'язати інший працівник, слід запросити його або дати відповідний номер телефону.
Якщо «вступний» дзвінок порушує робочий процес, слід вибачитися й попросити дозволу зателефонувати пізніше, назвавши час, або ж пообіцяти самому зв'язатися з адресантом, також назвавши час.
Частину викладених проблем може зняти обізнаний секретар, котрий диспетчеризує всі «вступні» дзвінки, приймає й фіксує інформацію.

## Правила ділової телефонної розмови
Кілька узвичаєних правил:
- службовий телефон — переважно для службових справ,
- телефон загального користування має бути розташовано у зручному, доступному, звукоізольованому місці (коридор, окрема кабіна тощо),
- говорити слід виразно, стисло й коректно (виразність вимови виключає повторювання сказаного),
- уважне слухання виключає постійне перепитування,
- не слід прохати про значну послугу малознайому людину,
- слід пам'ятати, що телефонна розмова — це діалог, а не монолог,
- поздоровлення, вітання та співчуття слід висловлювати особисто або листом і аж ніяк не телефоном,
- телефон дієвий, але не визначальний засіб для розв'язування важливих питань, котрі остаточно розв'язують лише під час особистої зустрічі,
- у випадку роз'єднування, поновлює зв'язок той, хто телефонував,
- закінчує розмову той, хто телефонував.

Характер службових телефонних стосунків, окрім викладених правил, визначають такі чинники, як ступінь близькості (знайомства) співрозмовників, їх вік, посада, стать тощо.
Оскільки специфіка телефонного спілкування виключає допоміжні невербальні засоби (жест, міміка, поза тощо), співрозмовникам треба якомога вимогливіше добирати й висловлювати потрібне, користуючись лише голосом. Визначальними в цьому випадку будуть швидкість, виразність, розбірливість, інтонація, наголос, пауза й інші нормативи культури усного ділового мовлення.